# Ceraclea valentinae
Ceraclea valentinae är en nattsländeart som beskrevs av Arefina 1997. Ceraclea valentinae ingår i släktet Ceraclea och familjen långhornssländor. Inga underarter finns listade i Catalogue of Life.